# I Acevedo
I Acevedo (Napaleofú, 1983) es un activista transgénero y escritor argentino. Licenciado en Letras por la Universidad de Buenos Aires y ex codirector de la editorial digital La Colección, publicó la novela autobiográfica Una idea genial, una novela de ciencia ficción (Quedate conmigo) y los volúmenes de relatos Ja ja ja, Late un corazón y Paquete de Fe. Cuenta además con publicaciones digitales.

## Biografía
Nacido en Napaleofú, un pueblo cercano a Tandil, I Acevedo comenzó a escribir en la infancia. Uno de sus cuentos publicados fue escrito en 1998 y ganó los Torneos Juveniles Bonaerenses en aquel año. A los dieciocho años se mudó a Buenos Aires y una vez instalado en la ciudad, en el 2010 publicó la novela autobiográfica Una idea genial (Mansalva), en la que contaba que su primer pareja fue una persona de 70 años.
Trabajó varios años en una panadería y años más tarde publicó Panadera en la editorial digital La Colección, donde fue codirector.
I Acevedo transicionó en el año 2018, adoptando una identidad de género masculina.

## Obra

### Novelas
- Una idea genial (2010)[7]
- Quedate conmigo (2017)

### Cuentos
- Ja Ja Ja (2017)
- Late un corazón (2019)
- Paquete de Fe (2020)[8]

### Diarios
- Diario de los quince (2022)

### Ensayos
- Horas robadas al sueño (2019)

### Publicaciones digitales
- Panadera (2015)[2]